# ادوارد اشتراوخ
ادوارد اشتراوخ (۱۷ اوت ۱۹۰۶ – ۱۵ سپتامبر ۱۹۵۵) یکی از کارمندان نازی اس‌اس، فرمانده آینزاتس‌کماندو ۲، و فرمانده دو سازمان نازی پلیس امنیت یا سیپو و سرویس امنیتی یا اس دی، نخست در بلاروس و بعدها در بلژیک بود. در اکتبر ۱۹۴۴، وی به شاخه نظامی اس‌اس، وافن اس‌اس منتقل شد.
اشتراوخ در دادگاه آینزاتس‌گروپن به جرم جنایت علیه بشریت محاکمه و به اعدام محکوم شد. وی که به بلژیک تحویل داده شد، بعدها دوباره دادگاهی و به اعدام محکوم شد. با مرگ اشتراوخ در زندان در سال ۱۹۵۵، حکم هیچ‌گاه اجرا نشد.

## جنایات علیه بشریت
همچون بسیاری دیگر از کارمندان اس دی، در آغاز حمله آلمان به اتحاد جماهیر شوروی، اشتراوخ فرماندهی واحدی از آینزاتس‌گروپن را به عهده گرفت. وی فرماندهی آینزاتس‌کماندو ۲، بخشی از آینزاتس‌گروپ A را بر دوش داشت، که از ۴ نوامبر ۱۹۴۱ تحت فرماندهی فرانتس اشتالکر بود. در ۳۰ نوامبر ۱۹۴۱، وی با ۲۰ نفر تحت فرماندهی خود در قتل ۱۰٬۶۰۰ یهودی ریگا در جنگل رومبولا در نزدیکی شهر شرکت داشت. به عنوان پاداش برای این «خدمت» وی به فرماندهی در سیپو و اس‌دی ارتقا یافت و به بلاروس منتقل شد. در ژوئیه ۱۹۴۳، کمیساریای عمومی نازی برای روسیه سفید دربارهٔ برگزاری کنفرانسی گزارش داد که در آن «رئیس فوق‌العاده توانای اس‌دی، اس‌اس-اوبراشتورمبانفورر دکتر ادوارد اشتراوخ» حضور داشت؛ کسی که باعث «پاکسازی ۵۵٬۰۰۰ یهودی تنها در ۱۰ هفته گذشته» فعالیت داشته‌است. اشتراوخ با موانعی در درون اس‌اس روبرو بود. اس‌اس-اوبرگروپنفورر اریش فون دم باخ-زلوسکی، که خود از عاملان هولوکاست بود، اشتراوخ را «بدترین انسانی که در زندگی‌ام دیده‌ام» توصیف کرد. در ۳۱ مه ۱۹۴۴ وی به عنوان فرمانده سیپو و اس‌دی در بلژیک گماشته شد و در اکتبر ۱۹۴۴ به وافن اس‌اس منتقل شد.
علیرغم تلاش برای تمارض به بیماری روانی، اشتراوخ به دلیل داشتن نقشی اساسی در کشتار رومبولا و تعدادی دیگر از کشتارهای گسترده در اروپای شرقی توسط دادگاه نظامی نورنبرگ در دادگاه آینزاتس‌گروپن محکوم شد. در ۹ آوریل ۱۹۴۸، رئیس دادگاه مایکل موسمانو حکم دادگاه را در مورد اشتراوخ اعلام کرد:
متهم، ادوارد اشتراوخ، در زمینه اتهاماتی که بر پایه‌شان به دادگاه کشیده شدید، دادگاه شما را به مرگ با طناب دار محکوم می‌کند.
بر خلاف هم‌دادگاهی‌هایش، اوتو اولندرف و پاول بلوبل، حکم اشتراوخ هیچ‌گاه اجرا نشد. او به مقام‌های بلژیک تحویل داده شد تا در آنجا نیز به جرم‌های مشابه محکوم شود. اما وی در ۱۵ سپتامبر ۱۹۵۵ در بیمارستانی در اوکل درگذشت.